# 麦氏鹀
，是雀形目铁爪鹀科的一种鸟类。
麦氏鹀体重约54.5克，翼长约110.5毫米，嘴峰长约13.9毫米，喙宽度约5.2毫米，喙厚度约6.3毫米，跗蹠长约21.3毫米，尾长约79.5毫米。麦氏鹀是候鸟，其栖息在开放的草原环境中，食性为杂食性，主要食物来源是植物的干果或种子。
麦氏鹀繁殖于白令海的岛屿；在阿拉斯加和阿留申群岛沿海地区越冬。该物种是单型物种，没有亚种分化。